# جولي فيليبس
جولي فيليبس (بالإنجليزية: Julie Phillips)‏ هي كاتِبة أمريكية، ولدت في 1943 في سياتل في الولايات المتحدة.

## وصلات خارجية
- الموقع الرسمي